# リンクSTAR`s
リンクSTAR`s（リンクスターズ）は、フィットワン所属の日本の女性アイドルグループ。
「いつでもどこでも、あなたと繋がる!」をコンセプトに、世界とつながることを目標とする元気系の自由型アイドルユニット。
2017年8月をもって無期限の活動休止となった。

## メンバー

### メンバー（活動休止時点）
| エンブレム | 名前（読み）                  | 生年月日（年齢）      | 出身地   | 備考           |
| ---------- | ----------------------------- | --------------------- | -------- | -------------- |
| 星         | 松永有紗（まつなが ありさ）   | 1998年8月8日（26歳）  | 東京都   | 通称：あり     |
| いちご     | 彩川ひなの（あやかわ ひなの） | 1995年6月20日（29歳） | 東京都   | 通称：ひなりん |
| リボン     | 大友波瑠（おおとも はる）     | 1995年1月6日（30歳）  | 神奈川県 | 通称：はるるん |
| (サポート) | 石原由希（いしはら ゆき）     | 1995年8月1日（29歳）  | 茨城県   | 通称：ゆき     |
| (サポート) | 梅田絢菜（うめだ あやな）     | 1998年8月19日（26歳） |          | 通称：うめなん |

### 元メンバー
| エンブレム           | 名前（読み）                    | 生年月日（年齢）       | 出身地   | 備考                                                                                       |
| -------------------- | ------------------------------- | ---------------------- | -------- | ------------------------------------------------------------------------------------------ |
| -                    | 大貫彩香（おおぬき さやか）     | 1992年10月1日（32歳）  | 神奈川県 | 通称：さっちょ                                                                             |
| -                    | 福見真紀（ふくみ まき）         | 1993年9月18日（31歳）  | 大阪府   | 通称：まきち                                                                               |
| -                    | 瀬崎ゆい（せざき ゆい）         | 1993年12月29日（31歳） |          | 通称：ゆいちゃん                                                                           |
| -                    | 小野美紅（おの みく）           | 1991年10月28日（33歳） | 神奈川県 | 通称：みくみく                                                                             |
| -                    | 伊東まりな（いとう まりな）     | 1993年3月31日（31歳）  | 東京都   |                                                                                            |
| ペロペロキャンディー | 石川みさと（いしかわ みさと）   | 1994年12月12日（30歳） | 長野県   | 通称：みさてぃ                                                                             |
| 稲妻                 | 千明芸夢（ちぎら きゆめ）       | 1993年12月23日（31歳） | 神奈川県 | 通称：きぃちゃん                                                                           |
| ニコちゃん           | さいとう光恵（さいとう みつえ） | 1993年11月3日（31歳）  | 北海道   | 通称：みっちゃん 現在は「伊東みつき」から「齊藤光希」に改名                                |
| ハート               | 谷中唯彩（やなか ゆいさ）       | 1998年1月14日（27歳）  | 東京都   | アイドリング!!!五期最終候補生                                                              |
| 翼                   | 羽田愛菜（はねだ まな）         | 2002年2月9日（23歳）   | 茨城県   | 通称：まなてぃ 2016/12/30候補生に降格（以後活動実態なし）                                  |
| ハート               | 上村まり（うえむら まり）       | 1999年5月19日（25歳）  | 宮城県   | 通称：ちょぴ 2016/12/30候補生に降格（以後活動実態なし） 現：心花 りり（iLiFE!）            |
| 音符                 | 一瀬菜々海（いちのせ ななみ）   | 1997年7月19日（27歳）  | 東京都   | 通称：ななみん 2016/12/30候補生に降格（以後活動実態なし） 現：美鈴りか（天使にはなれない） |

## 略歴
2011年
- 2月26日、第11回SCH、福見真紀、大貫彩香、さいとう光恵の3人でリンクスの前身であるアイドルトキワ荘ユニットでライブスタート。
- 7月5日、小野美紅、柑なつみ加入。
- 7月12日、トキワ荘ユーストでユニット名が「リンクス」に。
- 7月16日、第15回SCH、小野美紅、柑なつみ加入で5人体制。
- 10月15日、第18回SCH、大貫彩香卒業。
- 11月19日、第19回SCH、福見真紀卒業。
- 12月初旬、柑なつみ卒業。

2012年
- 3月17日、さいとう光恵、小野美紅、石川みさと、千明芸夢、瀬崎ゆいで結成。
- 8月1日、ミニアルバム『つなソン』発売。
- 8月2日、伊東まりな、大友波瑠、佐藤ありさ、彩川ひなの加入。
- 8月20日、瀬崎ゆい卒業。
- 10月14日、谷中唯彩加入。
- 10月31日、小野美紅卒業。
- 12月31日、伊東まりな、石川みさと、千明芸夢卒業。

2013年
- 2月27日、シングル「神回シンドローム」発売。
- 8月27日、シングル「ホメノビ☆じゃぱんだ/甘いミント」発売。
- 11月24日、リンクス 1stワンマンLIVE『「一騎当千☆大連繋シンドローム」〜ホメてノバして進撃GO!!〜』を東京キネマ倶楽部にて開催。

2014年
- 2月18日、シングル「イカネバの娘〜Love Soldiers〜」発売。
- 8月16日、さいとう光恵卒業。
- 9月3日、アルバム「LINKS to You」発売[4]。
- 11月16日、『トリビュート公演vol.1』を仙台 enn 2ndにて開催。

2015年
- 3月11日、羽田愛菜加入。
- 3月15日、『トリビュート公演vol.2』を渋谷PLAGにて開催。グループ名を「リンクス」から「リンクSTAR`s」へと改名することが発表された。
- 6月17日、シングル「リンクスター」発売。
- 9月29日、谷中唯彩卒業。

2016年
- 3月6日、オーディションにより、一瀬菜々海、上村まり加入。
- 4月3日、オーディション落選者（最終候補者）7名が候補生として活動開始[5]。
- 8月27日、5thシングル「トゥインクリン☆」発売。
- 9月、候補生から石川ゆき（石原由希）、大福彩乃（梅田絢那）がサポートメンバーとして加入。
- 11月19日、グアムイパオビーチ公園にて、「第37回グアム日本人会秋祭り(Japan Autumn Festival Akimatsuri)」にゲスト出演。
- 12月30日、一瀬菜々海、上村まり、羽田愛菜の3名が候補生に降格。

2017年
- 7月12日、8月10日のライブを最後に、無期限の活動休止となることを発表。
- 8月10日、活動休止前ラストライブ『ありがとう～ずっと君に見ていて欲しいんだ～』をTwinBox AKIHABARAにて開催。

## 作品

### シングル

#### インディーズ
|                    | リリース日    | タイトル                       | 順位 | 形態      | 品番              |  |
| ------------------ | ------------- | ------------------------------ | ---- | --------- | ----------------- |  |
| 1                  | 2013年2月27日 | 神回シンドローム               | 20位 | CD        | LINK-002 LINK-003 |  |
| JuliaHouseレーベル |               |                                |      |           |                   |  |
| 2                  | 2013年8月27日 | ホメノビ☆じゃぱんだ/甘いミント | 5位  | CD+DVD CD | JH-0003 JH-0004   |  |
| 3                  | 2014年2月18日 | イカネバの娘〜Love Soldiers〜  | 1位  | CD        | JH-0011 JH-0012   |  |
|                    |               |                                |      |           |                   |  |
| 4                  | 2015年6月17日 | リンクスター                   | 1位  | CD        | LINK-005 LINK-006 |  |

※ 順位はオリコンインディーズシングル週間ランキング最高位

### アルバム
|   | リリース日   | タイトル     | 順位 | 形態 | 品番     |
| - | ------------ | ------------ | ---- | ---- | -------- |
| 1 | 2014年9月3日 | LINKS to You | -    | CD   | LINK-004 |

### ミニアルバム
|   | リリース日   | タイトル | 順位 | 形態 | 品番     |
| - | ------------ | -------- | ---- | ---- | -------- |
| 1 | 2012年8月1日 | つなソン | -    | CD   | LINK-001 |

### 参加作品
- SHORT PEACE 月極蘭子のいちばん長い日 オリジナルサウンドトラック（2014年3月26日発売、ランティス、LACA-15398）

#1. 電波懸想文（デンソウラブレタア）
- ギャラクティック★GAL-ACT （月極蘭子 with リンクスver.） - ミュージック・ビデオ

- DRAGON POKER ORIGINAL SOUNDTRACK II（2014年12月18日発売、Asobism）

#2. Twin stars feat. Links [Electro Arr.]

### 未音源化楽曲
- アイドルチューン

## 出演

### テレビドラマ
- 黒の女教師 第7話（2012年8月31日、TBSテレビ）[注釈 1]

### 音楽番組
- ミューサタ（2014年3月11日・9月5日、フジテレビ）

### CM
- アソビズム『ドラゴンポーカー』「LiLiCo 乱入篇」（2014年9月13日開始）

### インターネット配信
- あきばふぉんプレゼンツ リンク×3（2013年3月 - 12月、下北FM）
- リンクスのツナガラNight!!（2014年11月19日 - 、ニコニコ生放送）

### 舞台
- まなつの銀河に雪のふるほし（2012年2月29日 - 3月4日、六行会ホール） - さいとう光恵。
- ダウト!国立公安女子高（2012年10月25日 - 28日、博品館劇場） - 谷中唯彩。
- 夜逃げ屋倶楽部〜桜くの一商事〜（2013年4月23日 - 28日、学芸大学 千本桜ホール） - 彩川ひなの。
- 戦国降臨ガールズ（2013年7月3日 - 7日、六行会ホール） - 佐藤ありさ[6]。
- 門星家の秘密（2013年10月18日 - 20日、学芸大学 千本桜ホール） - 彩川ひなの。

### ゲーム
- SHORT PEACE 月極蘭子のいちばん長い日（2014年1月16日、バンダイナムコゲームス）[7]

### イベント
- TOKYO IDOL FESTIVAL 2012（2012年8月4日・5日、お台場・青海特設会場）
- TOKYO IDOL FESTIVAL 2013（2013年7月27日・28日、お台場・青海特設会場）
- TOKYO IDOL FESTIVAL 2014（2014年8月2日・3日、お台場・青海特設会場）